# Magnus Sheffield
Magnus Sheffield (ur. 19 kwietnia 2002 w Pittsfordzie) – amerykański kolarz szosowy i przełajowy.

## Osiągnięcia

### Kolarstwo szosowe
Opracowano na podstawie:

2019
- 1. miejsce w klasyfikacji młodzieżowej SPIE Internationale Juniorendriedaagse
- 3. miejsce w Grand Prix Rüebliland
  - 1. miejsce w klasyfikacji młodzieżowej
- 2. miejsce w Keizer der Juniores
  - 1. miejsce w klasyfikacji młodzieżowej
  - 1. miejsce na etapach 1. i 2b
- 3. miejsce w mistrzostwach świata juniorów (start wspólny)

2022
- 1. miejsce na 3. etapie Vuelta a Andalucía
- 1. miejsce w Brabantse Pijl
- 2. miejsce w mistrzostwach Stanów Zjednoczonych (jazda indywidualna na czas)
- 2. miejsce w Danmark Rundt
  - 1. miejsce w klasyfikacji młodzieżowej
  - 1. miejsce na 2. etapie

2023
- 1. miejsce w klasyfikacji młodzieżowej Tour Down Under
- 2. miejsce w Tour of Norway

### Kolarstwo przełajowe
Opracowano na podstawie:
2018
- 1. miejsce w mistrzostwach panamerykańskich juniorów

## Rankingi

### Kolarstwo szosowe
| Rok              | 2021  | 2022 | 2023 | 2024 |
| ---------------- | ----- | ---- | ---- | ---- |
| World Ranking    | 1190. | 91.  | 108. | 87.  |
| UCI America Tour | 171.  | 9.   | 11.  | 12.  |
|                  |       |      |      |      |
| Źródło: UCI      |       |      |      |      |